# モリタユージー
株式会社モリタユージーは、東京都江東区に本社を置く、家庭用・業務用消火設備メーカー。昭和23年に創業。蓄圧式消火器を日本国内で最初に販売したメーカーであり、主力商品である。1980年以降は、キッチン用自動消火装置など業務用の自動消火装置のラインナップが増える。1991年に住宅用粉末消火器「ホームアポロ」型式検定第1号に合格。1991年以降セルフ方式のガソリンスタンド対応の消火設備も発売していた。2001年にモリタホールディングスのグループ会社となる。

## 所在地
〒135-0063 東京都江東区有明3丁目5番7号 TOC有明ウエストタワー19階
工場は山梨県にある。